# Porque te quiero así
Porque te quiero así foi uma telenovela uruguaia produzida e transmitida pelo Canal 10 entre 20 de julho de 2010 a 1 de novembro de 2011, com duas temporadas e 57 capítulos.
Foi protagonizada por Coco Echagüe e Florencia Peña, antagonizada por Jorge Esmoris. Coprotagonizada por Ruben Rada, Gustaf vão Perinostein, Noelia Campo, Humberto de Vargas, Virginia Ramos, Martín Cardozo, Florencia Zabaleta e Mauricio Jortak. Contou com a participação estelar dos primeiros actores Cristina Morán e Adhemar Rubbo. Na segunda temporada uniram-se ao elenco principal Catherine Fulop, Diego Delgrossi, Graciela Rodríguez, Nicolás Furtado, Oriana Sabatini, Ariel Caldarelli, Rafael Beltrán e Gaspar Valverde.

## Produção
Foi escrita pela argentina Adriana Lorenzón e produzida em HD. O primeiro capítulo liderou na audiência, obtendo 14.8 pontos.
Devido ao sucesso, foi decidido que teria uma nova temporada, protagonizada pela atriz internacional Catherine Fulop. O primeiro capítulo da segunda temporada marcou 6.2, baixando 8.4 em comparação com o da primeira temporada. Também teve um 1 especial. Nesta temporada retiraram-se do elenco Florencia Peña, Ruben Rada e Mauricio Jortak e uniram-se Graciela Rodríguez, Diego Delgrossi, Nicolas Furtado, Ariel Caldarelli, Rafael Beltrán, Luzia David de Lima, Ernesto Liotti e Gaspar Valverde.

## Sinopse
A história gira em torno de Susana Macedo (Florencia Peña), uma advogada que vive na Espanha, a qual decide voltar a Montevideo a assinar os papéis de divórcio com seu ex esposo Washington Sosa (Jorge Esmoris), quem estiveram casados por dez anos. Em sua volta se reencuentra com Miguel "Lito" González (Jorge Echagüe), com quem teve um romance pasional dantes de mudar-se a Europa. Seu objectivo é não se cruzar com ele para voltar rapidamente a seu país, mas tudo muda quando seu pai sofre um problema de saúde que o obriga a abandonar seu cargo como presidente do Clube Desportivo Olímpico.

## Elenco e personagens
- Jorge Echagüe como Miguel "Lito" González.
- Florencia Peña como Susana Macedo (temporada 1).
- Jorge Esmoris como Washington Sosa.
- Ruben Rada como Nelson (temporada 1).
- Gustaf como Silvio.
- Cristina Morán como Chela.
- Noelia Campo como Carolina Macedo.
- Humberto de Vargas como Rubens Robaina.
- Virginia Ramos como Pochi.
- Martin Cardozo como Juanjo González.
- Florencia Zabaleta como Rosario González.
- Mauricio Jortak como Santiago (temporada 1).
- Adhemar Rubbo como Omar Macedo.
- Leonicio como Mascota do clube.
- Catherine Fulop como Alejandra Guzmán (temporada 2).
- Diego Delgrossi como Julio (temporada 2).
- Graciela Rodríguez como Francesca Schiaretti (temporada 2).
- Nicolás Furtado como Ciro Schiaretti / Ciro González Guzmán (temporada 2).
- Oriana Sabatini como Rocío (temporada 2).
- Ariel Caldarelli como Giovanni Schiaretti (temporada 2).
- Rafael Beltrán como Pablo (temporada 2).
- Luzia David de Lima como Isabel (temporada 2).
- Ernesto Liotti como Ángelo (temporada 2).
- Gaspar Valverde como Darío (temporada 2).

## Episódios
| Temporada | Temporada | Episódios | Transmissão Original | Transmissão Original  |
| Temporada | Temporada | Episódios | Começo               | Final                 |
| --------- | --------- | --------- | -------------------- | --------------------- |
|           | 1         | 16        | 20 de julho de 2010  | 2 de novembro de 2010 |
|           | 2         | 40        | 26 de julho de 2011  | 1 de novembro de 2011 |

## Prêmios e indicações
| Ano  | Prêmio                  | Categoria                     | Dirigido a             | Resultado |
| ---- | ----------------------- | ----------------------------- | ---------------------- | --------- |
| 2010 | Prêmios Telemedios 2010 | Melhor ficção nacional        | Porque te quiero así   | Venceu    |
| 2010 | Prêmios Telemedios 2010 | Melhor produção nacional      | Porque te quiero así   | Indicado  |
| 2010 | Prêmios Telemedios 2010 | Melhor programa nacional      | Porque te quiero así   | Indicado  |
| 2010 | Prêmios Telemedios 2010 | Melhor atuação em ficção      | Jorge Esmoris          | Venceu    |
| 2010 | Prêmios Telemedios 2010 | Melhor atuação em ficção      | Jorge Echagüe          | Indicado  |
| 2010 | Prêmios Telemedios 2010 | Melhor atuação em ficção      | Gustaf vão Perinostein | Indicado  |
| 2011 | Prêmios Íris de Uruguai | Melhor ficção                 | Porque te quiero así   | Venceu    |
| 2011 | Prêmios Íris de Uruguai | Melhor ator / atriz de ficção | Florencia Peña         | Venceu    |
| 2011 | Prêmios Íris de Uruguai | Melhor ator / atriz de ficção | Jorge Esmoris          | Indicado  |
| 2011 | Prêmios Telemedios      | Melhor ficção nacional        | Porque te quiero así   | Indicado  |
| 2011 | Prêmios Telemedios      | Melhor produção nacional      | Porque te quiero así   | Indicado  |
| 2011 | Prêmios Telemedios      | Melhor atuação em ficção      | Graciela Rodríguez     | Indicado  |
| 2011 | Prêmios Telemedios      | Melhor atuação em ficção      | Diego Delgrossi        | Venceu    |
| 2011 | Prêmios Telemedios      | Melhor atuação em ficção      | Jorge Esmoris          | Indicado  |
| 2012 | Prêmios Íris de Uruguai | Melhor ficção                 | Porque te quiero así   | Indicado  |